# دان مک‌کالین
دان مک‌کالین یا دان مک‌کولین (انگلیسی: Don McCullin؛ زادهٔ ۹ اکتبر ۱۹۳۵) عکاس جنگ، روزنامه‌نگار، و عکاس اهل بریتانیا است. وی از سال ۱۹۵۹ میلادی تاکنون مشغول فعالیت بوده‌است.

## زندگی نامه
دونالد مک کالین که در سال ۱۹۳۵ در منطقه ای فقیرنشین واقع در شمال شهر لندن و در خانواده ای فقیر به دنیا آمد بعد از گذراندن دوره خدمت ملی اش در نیروی هوایی پادشاه، وارد حرفه عکاسی شد.او که از دهه شصت تاکنون در کشورهای مختلف از سوژه های گوناگون عکاسی کرده،متخصص رویه تاریک جامعه است.فقیران، بیکاران و مطرودان اجتماع موضوع عکس‌های او هستند.او در مناطق جنگی و مصیبت زده حضور داشته و رویدادهایی نظیر جنگ ویتنام، شیوع بیماری ایدز در آفریقا و درگیری های شمال ایرلند را با دوربین عکاسی خود نگریسته است.وی با عکاسی هوایی برای نیروی هوایی پادشاهی انگلیس از سال ۱۹۶۴ تا ۱۹۸۴ میدان جنگ را در جزیره قبرس، بیافرا، ویتنام، کامبودیا، بنگلادش، السالوادور و شرق دور پوشش داد و یکی از عکاسان مطرح جنگ در تاریخ عکاسی نام گرفت.قبل از دهه ۶۰ شهرت مک کالین از صخره سخت و تصویرهایی از مناطق جنگی ویتنام، کمبودیا، السالوادور و ایرلند شمالی بود که هم اکنون بخشی از مجموعه کتاب فتوژرنالیست وی است.عکس های او در نشان دادن وحشت، چنان تأثیر گذار است که دولت تاچر او را از مسافرت با سربازان به سرزمین های فالکلند بازداشت، حقیقتی که او را به شدت افسرده کرد.مک کالین بین سالهای ۱۹۶۶ و ۱۹۸۴ به عنوان خبرنگار جهانی برای مجله ساندی تایم همکاری کرد که شامل نمایش بوم شناختی و فاجعه های ساخت بشر چون قربانیان اپیدمی ایدز آفریقا و مناطق جنگی، در سال ۱۹۶۸ است.او از مؤثرترین عکاسان معاصر است که سبب شده بسیاری درک دقیق‌تری از جنگ و عواقب آن داشته باشند.دان مک کالین اکثر نبردهای سرنوشت‌ساز تاریخ معاصر را به ثبت رسانده است.مک کالین که یک عکاس خود آموخته به شمار می‌رود،رشته عکاسی را از برلین شروع کرده و هفت سال بعد در ویتنام فارغ‌التحصیل شده است.عکس‌ های مک کالین از ویتنام در روزنامه‌های مهم جهان از جمله ساندی تایمز و نیویورک تایمز به چاپ رسیدند.او همیشه عکس‌ها را خودش آماده و چاپ می‌‌کرد.همه عکسهای مک کالین از جنگ سیاه و سفید است.

## جوایز
مک کالین برنده جایزه عکس خبری جهان (ورلد پرس فتو) و مدال طلای ورشو بوده و دوبار به عنوان عکاس سال شناخته شده است.